# 富裕牧场
富裕牧场是一个位于中华人民共和国黑龙江省齐齐哈尔市富裕县的牧场，亦是黑龙江省农垦齐齐哈尔管理局所属的一个牧场。
富裕牧场地处松嫩平原的乌裕尔河右岸和嫩江左岸。分成东、西两个区，一是富裕县东部乌裕尔河下游的原富裕牧场境域，建于1960年，二是富裕县西部嫩江中游的原东明臣牧场境域，始建于1958年。1975年两场合并为富裕牧场。全场总面积273平方公里，人口11038人、职工1422人。

## 行政区划
富裕牧场下辖以下单位：
富裕场直社区、富裕牧场第一管理区、富裕牧场第二管理区、富裕牧场第三管理区和富裕牧场第四管理区。